# Torvosaurus
Torvosaurus ("zuřivý ještěr") byl rod velkého dravého dinosaura (teropoda), který žil na konci jurského období (asi před 153 až 148 miliony let) na západě dnešních USA a také na území dnešního Portugalska. Nověji byly fosilie tohoto rodu objeveny i na území států Uruguay a Tanzanie, jednalo se tedy o značně geograficky rozšířený rod teropoda. Formálně tento rod popsali paleontologové Peter Galton a James A. Jensen v roce 1979.

## Popis

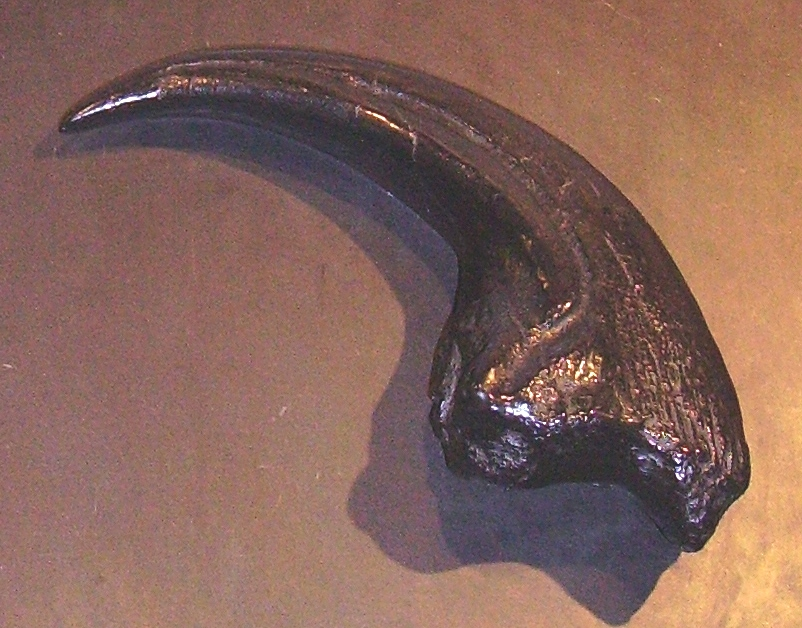
Dráp torvosaura (Národní přírodovědné muzeum v Londýně).

Torvosaurus byl obří dravý dinosaurus, který dosahoval délky až 12 metrů a hmotnosti přes 3 tuny, takže patřil k největším dnes známým teropodům vůbec (přestože běžně velké exempláře dosahují délky v rozmezí spíše 9 až 11 metrů a hmotnosti asi 2 tun). Největší lebka přisuzovaná tomuto rodu, z níž se dochovala jen část spodní čelisti o délce 63 cm, by v kompletním stavu měřila kolem 140 cm, což je téměř tolik, jako u populárního teropoda rodu Tyrannosaurus. Torvosaurus tedy může představovat vůbec největšího dosud známého jurského teropoda. Podle jiných interpretací však obří lebka patří nějakému jinému, příbuznému a dosud vědecky nepopsanému rodu teropodního dinosaura.
Zástupcem potenciálně nového druhu rodu Torvosaurus může být také obří pozdně jurský teropod z východoafrické lokality Tendaguru, popsaný již roku 1920 německým paleontologem Wernerem Janenschem jako Megalosaurus ingens (později také Ceratosaurus ingens). Tento obří teropod měl zuby dlouhé až 15 centimetrů.
Tito velcí draví dinosauři sdíleli ekosystémy s obřími sauropodními dinosaury, jako byl Brachiosaurus altithorax nebo až kolem 40 metrů dlouhý Supersaurus vivianae (jejichž mláďata nebo nemocné a přestárlé jedince mohli torvosauři příležitostně lovit).

## Evropské objevy
Počátkem roku 2014 byl konečně po letech výzkumu popsán i portugalský taxon. Vědci stanovili nové druhové jméno T. gurneyi na počest americkému spisovateli a ilustrátorovi Jamesi Gurneymu (autor Dinotopie). T. gurneyi byl s délkou přes 10 metrů a hmotností 3600 až 4500 kilogramů zřejmě největším dosud známým teropodem Evropy.
V Německu byly objeveny vůbec nejstarší známé fosilie přisouzené tohoto rodu, a to v sedimentech souvrství Ornatenton o stáří kolem 165 milionů let. Zařazení objeveného materiálu do tohoto rodu však zatím nelze prokázat.
Dosud neznámému druhu rodu torvosaurus nebo nějakému blízce příbuznému rodu mohl patřit i dolní konec stehenní kosti, známý od 18. století jako "Scrotum humanum".

## V populární kultuře

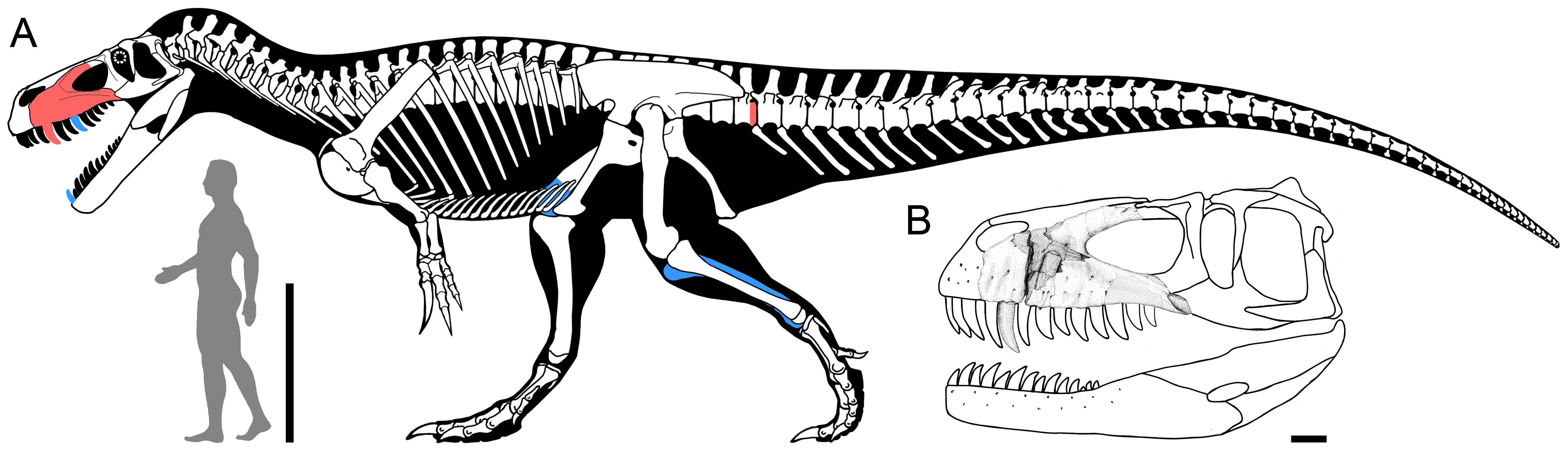
Kosterní diagram druhu Torvosaurus gurneyi

Torvosaurus se jako obří a dominantní predátor objevuje ve druhém díle amerického televizního dokumentu Dinosaur Revolution, odehrávajícím se v období svrchní jury na území dnešního západního Portugalska.

### Česká literatura
- Socha, Vladimír (2020). Pravěcí vládci Evropy. Kazda, Brno. ISBN 978-80-88316-75-6. (str. 50 - 52)